# Подворье
Подво́рье — чей-либо дом с относящимися к нему постройками, усадьба.
Изначально подво́рье — постоялый двор для приезжавших в крупный русский город послов, купцов и монахов; позднее — удалённое представительство православного монастыря, архиерея либо поместной церкви. В старой Москве подворья группировались к востоку от Кремля — вдоль Ильинки (подворья Троице-Сергиева и Иосифо-Волоколамского монастырей, Новгородское), Маросейки (Малороссийское подворье) и Мясницкой (Рязанское, Вятское, Псковское, Коломенское подворья). В XIX веке перестроены владельцами в гостиницы либо доходные дома.

## Монастырское подворье
Монастырское подворье — «община православных христиан, состоящая в ведении монастыря и находящаяся за его пределами» (выдержка из устава Русской православной церкви). Административно подворье подчинено тому же архиерею, что и монастырь, к которому оно относится. За богослужением, если подворье располагается на территории иной епархии, в храме подворья возносится как имя епархиального архиерея (архиерея, которому подчинен монастырь), так и имя архиерея, на территории епархии которого находится подворье.
Подворья организуются (если речь идет о городских подворьях монастырей) для сбора в пользу монастыря пожертвований и доходов и приема паломников, а в сельской местности — для соответствующей хозяйственной деятельности.
В состав подворья входят жилые помещения и храм. Подворье может находиться на весьма значительном удалении от соответствующего монастыря, зачастую в ближайшем крупном городе или в столице.
В качестве примера, Варницкий монастырь, находящийся в Ростове, является подворьем Троице-Сергиевой лавры, находящейся в Сергиевом Посаде. Будучи подворьем Троице-Сергиевой лавры, он состоит в непосредственном ведении Патриарха Московского и всея Руси Кирилла. На территории Москвы присутствуют:
- Афонское подворье русского Афонского Пантелеймонова монастыря, расположенного в Греции на Святой Горе Афон (см. Храм Никиты Мученика на Швивой горке);
- Валаамское подворье (подворье Спасо-Преображенского Валаамского ставропигиального мужского монастыря);
- подворье Свято-Введенской Оптиной Пу́стыни (см. Храм Петра и Павла в Ясеневе);
- подворье Пюхтицкого женского монастыря в Эстонии (см. Церковь Николая Чудотворца в Звонарях);
- Соловецкое подворье (подворье Спасо-Преображенского Соловецкого ставропигиального мужского монастыря);
- подворье Троице-Сергиевой лавры.

Наконец, один и тот же монастырь может иметь несколько подворий. В частности:
- Спасо-Преображенский Валаамский ставропигиальный мужской монастырь, имеет, помимо московского, ещё три подворья (в городах Санкт-Петербург, Приозерск, Сортавала[5]);
- Оптина пустынь имеет два подворья (в Москве и Санкт-Петербурге[6]);
- Спасо-Преображенский Соловецкий ставропигиальный мужской монастырь имеет четыре подворья (в Архангельске, Москве, селе Фаустово, и городе Кемь[7]);
- Троице-Сергиева лавра имеет подворья как в Москве, так и в Ростове.

## Архиерейское подворье
Архиерейским подворьем именуется дом (иногда с церковью) для временного пребывания архиерея. Жильё либо храм считается подворьем, если они служат для пребывания архиерея, либо для какой-то иной деятельности в его интересах и находятся в его непосредственном подчинении. Например, тверской архиепископ (митрополит) останавливался в Москве на Тверском подворье.
Исключительным был статус Крутицкого подворья как места постоянного проживания сарских митрополитов, возглавлявших Сарскую и Подонскую епархию, которая служила для духовного окормления русских православных людей, вынужденно находившихся в Золотой Орде В настоящее время Крутицы имеют статус патриаршего подворья, как и некоторые другие московские храмы (к примеру, на Борисовских прудах).
За пределами Москвы патриаршее подворье было построено в Екатеринбурге, в 2003 году, рядом с Храмом на Крови. Помимо личных покоев патриарха, это подворье включает в себя также домовую церковь, зал для проведения официальных встреч (музей Патриаршества на Руси), музей святой Царской семьи и другие помещения.

## Подворье поместной церкви
Подворье какой-либо поместной церкви за рубежом — небольшая территория с храмом и штатом священно- и церковнослужителей. Осуществляет представительские функции.
В настоящее время в Москве действуют следующие подворья поместных церквей:
- Антиохийское подворье (подворье Антиохийской Православной Церкви),
- Болгарское подворье (подворье Болгарской Православной Церкви),
- Иерусалимское подворье (подворье Иерусалимской Православной Церкви).
- Подворье Православной Церкви Чешских земель и Словакии
- Сербское подворье (подворье Сербской Православной Церкви)
- Американское подворье (подворье Православной Церкви в Америке)
- Китайское подворье (подворье Китайской Православной Церкви)

## Торговое подворье
Первоначально, вероятно, подворьем называлось хозяйство за пределами крестьянского двора.
Торговое подворье (купеческое подворье) — в средневековых городах огороженное и часто укреплённое место (квартал, улица, или часть города), где обычно жили иногородние и иноземные купцы, хранились и сбывались их товары. В торговом подворье находились гостиницы, склады и лавки. Здесь же устраивался храм, который нередко также являлся местом хранения наиболее ценных товаров, а священник, как правило, помогал купцам в расчётах, скреплял доворы и т. п. Все приезжие купцы подчинялись старейшине или консулу подворья.
Подворьями также называли в России купеческие гостиные дома со складами, которые строили себе в столичных городах многие провинциальные и заграничные купцы — нечто среднее между посольством и торговым представительством. Проживали купцы на таких подворьях только во время приезда в столицу из родного провинциального или заграничного города. Как правило, на таких подворьях имелся домовый храм. Примером такого подворья может служить Старый английский двор в Китай-городе.